# Otto Flöl
Friedrich Adolf Otto Flöl (* 24. April 1887 in Weimar; † 1959 in Bad Segeberg) war ein deutscher Politiker (DP, später CDU).

## Leben und Beruf
Otto Flöl studierte Rechtswissenschaften und war Mitglied der Corps Saxonia Jena (1906), Saxonia Halle (1929) und Saxonia Frankfurt am Main. Er wurde Richter und 1937 Präsident des Landgerichts Prenzlau. In der Weimarer Republik vertrat er als Staatsanwalt im Jahre 1925 eine Anklage gegen Kurt Frieders. Von 1928 bis 1933 war er Staatsanwalt in Greiz, 1940 Oberstaatsanwalt des Sondergerichts Thüringen.

## Politik
Flöl war zunächst Mitglied der DNVP. Zum 1. März 1928 trat er in die Nationalsozialistische Deutsche Arbeiterpartei ein (Mitgliedsnummer 73.427) und war Träger des Blutordens. Er Mitglied des Nationalsozialistischen Rechtswahrerbundes, der Nationalsozialistischen Volkswohlfahrt, des Deutschen Luftsportverbandes und des NS-Luftschutzbundes, SA-Sturmführer, sowie Träger des goldenen Parteiabzeichens der NSDAP und des „Sibernen Thüringer Adlers der Ältesten Tausend“. Danker und Lehmann-Himmel charakterisieren ihn in ihrer Studie über das Verhalten und die Einstellungen der Schleswig-Holsteinischen Landtagsabgeordneten und Regierungsmitglieder der Nachkriegszeit in der NS-Zeit als „exponiert-nationalsozialistisch“ und bezeichnen ihn als Verfolgungsakteur.
Flöl saß von 1950 bis 1954 im Schleswig-Holsteinischen Landtag. Ursprünglich für die Deutsche Partei gewählt, verließ er diese am 23. April 1952. Er trat am 1. Februar 1953 in die CDU ein und vertrat den Landtagswahlkreis Segeberg-Nord im Parlament. Vom 22. April 1952 bis zum Ende der Legislaturperiode war er Vorsitzender des Justizausschusses des Landtages. Der Landtag wählte ihn zum Mitglied der 2. Bundesversammlung, die am 17. Juli 1954 Theodor Heuss als Bundespräsident wiederwählte.